# Штанько Артем Анатолійович
Арте́м Анато́лійович Штанько́ (нар. 6 вересня 1980) — український футболіст, воротар.

## Кар'єра
Розпочав професійні футбольні виступи 1998 року в складі команди «Олімпія ФК АЕС», що змагалася у другій лізі чемпіонату України.
Навесні 1999 року перейшов до представника вищої ліги — команди МФК «Миколаїв». 24 квітня 1999 року дебютував у вищій лізі у грі проти донецького «Металурга», яка завершилася нульовою нічиєю. Усього до кінця сезону 1998/99, по завершені якого миколаївці зайняли останнє місце у турнірній таблиці та полишили елітний дивізіон, молодий воротар відстояв у 9 матчах, пропустивши 24 м'ячі. Протягом наступних двох сезонів жодного разу не виходив на поле у складі команди, повернувся до основного складу «Миколаєва» лише на початку сезону 2001/02.
На початку 2004 року перейшов до маріупольського «Іллічівця», у якому провів 4 наступних роки, так жодного разу і не з'явившись на полі у складі головної команди клубу. Натомість виступав у другій команді «Іллічівця», що змагалася у другій лізі.
На початку 2008 року приєднався до команди першої ліги — київської «Оболоні» як резервний воротар, однак вже восени того ж року поступово став основним воротарем команди. По результатах сезону 2008/09 київський клуб виборов право виступати у Прем'єр-лізі та протягом міжсезоння підсилився низкою нових виконавців, у тому числі й на позиції воротаря, і Штанько знову втратив місце у складі команди.
Протягом зимової перерви чемпіонату 2009/10 головний тренер «пивоварів» Юрій Максимов перейшов до криворізького «Кривбаса», а за півроку запросив Штанька до свого нового клубу як резервного голкіпера, дублера орендованого у дніпропетровського «Дніпра» Євгена Боровика. Протягом сезону 2010/11 Артем провів лише 7 матчів. Влітку 2011 року Боровик покинув «Кривбас», і Штанько став резервістом новачка команди Дениса Бойка, зігравши в тому сезоні ще лише 4 гри. Лише влітку 2012 року, коли команду покинув і Бойко, Штанько зміг стати основним голкіпером команди, зігравши до кінця року у 13 матчах, проте після зимової перерви до клубу повернувся Євген Боровик, і Штанько знову втратив місце в основному складі.
Влітку 2013 року «Крибвас» було знято зі змагань і Штанько на правах вільного агента підписав однорічний контракт з російським клубом «Луч-Енергія», який виступав у Першості ФНЛ.
У квітні 2019 року за участь у договірних матчах КДК ФФУ відсторонив Штанька від будь-якої футбольної діяльності на три роки умовно з випробувальним терміном у два роки. Після додаткового розгляду справи термін дискваліфікації було скорочено до одного року.
У 2019—2023 роках виступав за низку аматорських клубів з Дніпропетровської області та ФК «Великі Кринки» з Полтавської області.

### Збірна
2007 року у складі студентської збірної України став переможцем футбольного турніру Літньої Універсіади.